# NGC 3476
NGC 3476 (ook: NGC 3480) is een elliptisch sterrenstelsel in het sterrenbeeld Leeuw. Het hemelobject werd op 25 maart 1865 ontdekt door de Duitse astronoom Albert Marth. Het werd in 1880 herontdekt en verder onderzocht door de Britse amateur astronoom Andrew Ainslie Common.

## Synoniemen
- MCG 2-28-32
- ZWG 66.73
- PGC 32987